# Продуктивность сельскохозяйственных животных

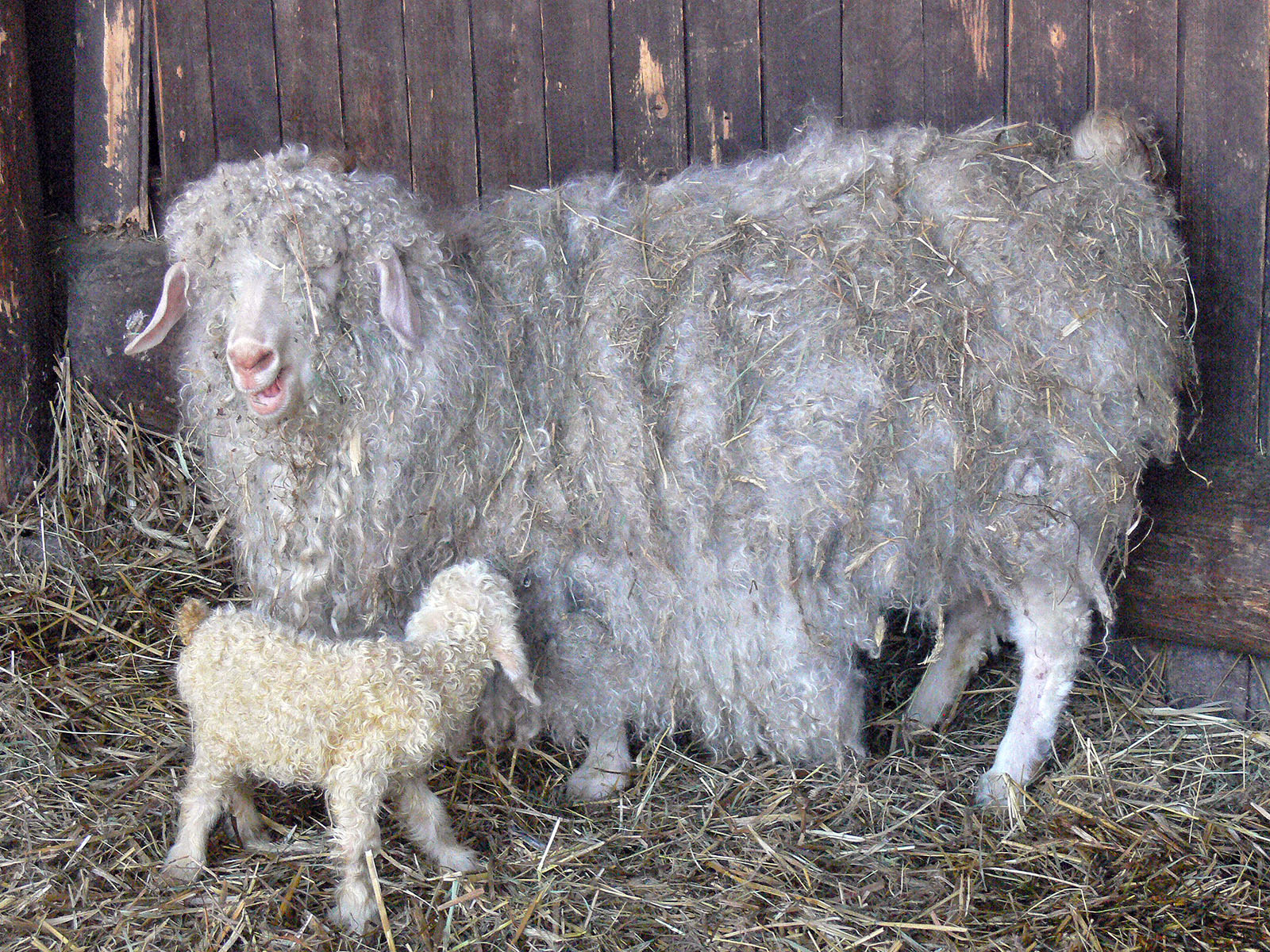
Коза ангорской породы с козлёнком

Продукти́вность сельскохозя́йственных живо́тных — группа показателей, определяющих количество и качество продукции, которую получают от одного животного за некоторый определённый период времени. Может измеряться в литрах, килограммах, процентах и других единицах в зависимости от направления измеряемой продуктивности и особенностей продукции.
Период времени, за который рассчитывается продуктивность животного, может быть как абсолютным (год, месяц, день), так и относительным (период жизни в целом, период лактации), одни роды, одна стрижка, период откорма).

## Направления продуктивности

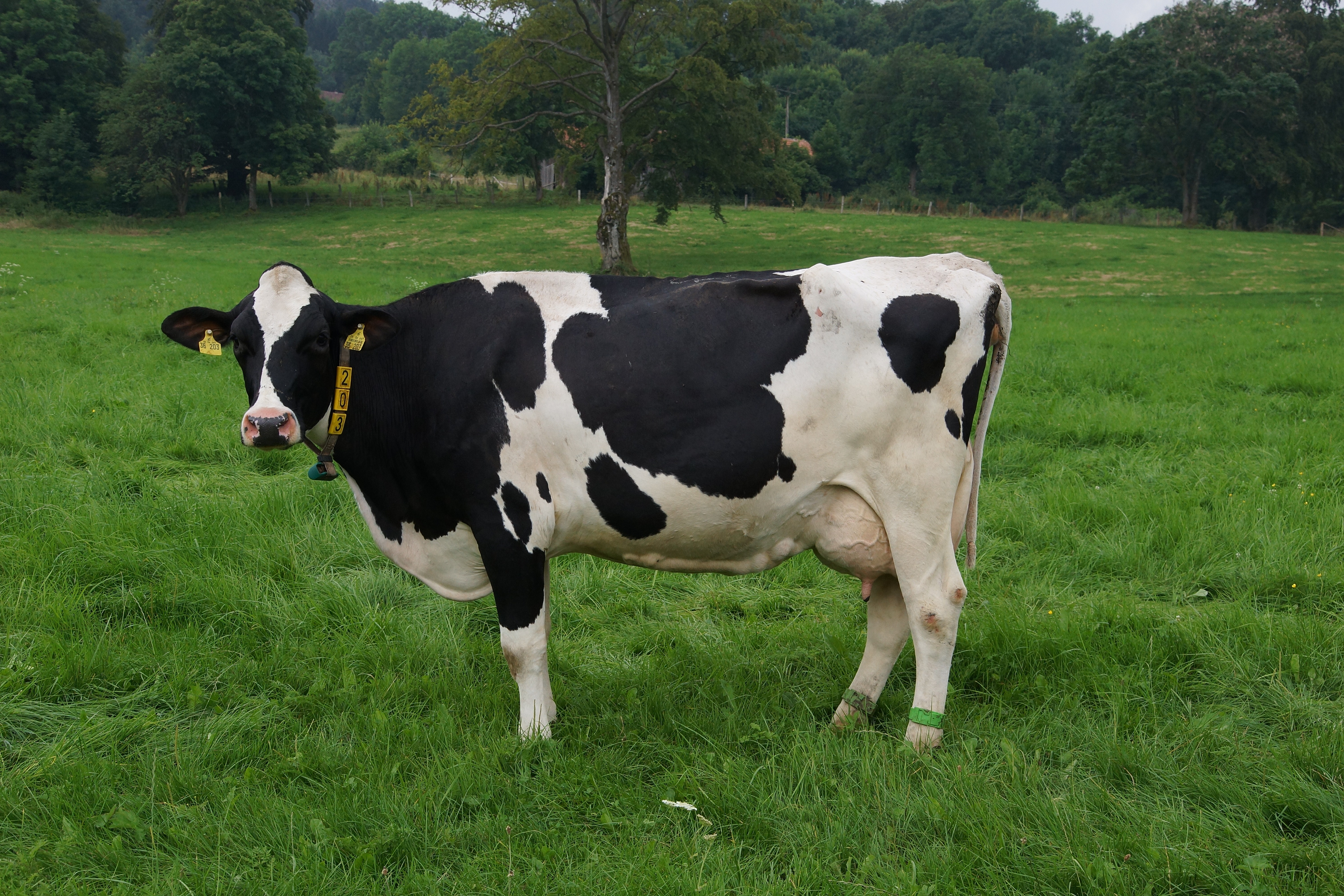
Корова голштинской породы, для этой породы характерно молочное направление продуктивности

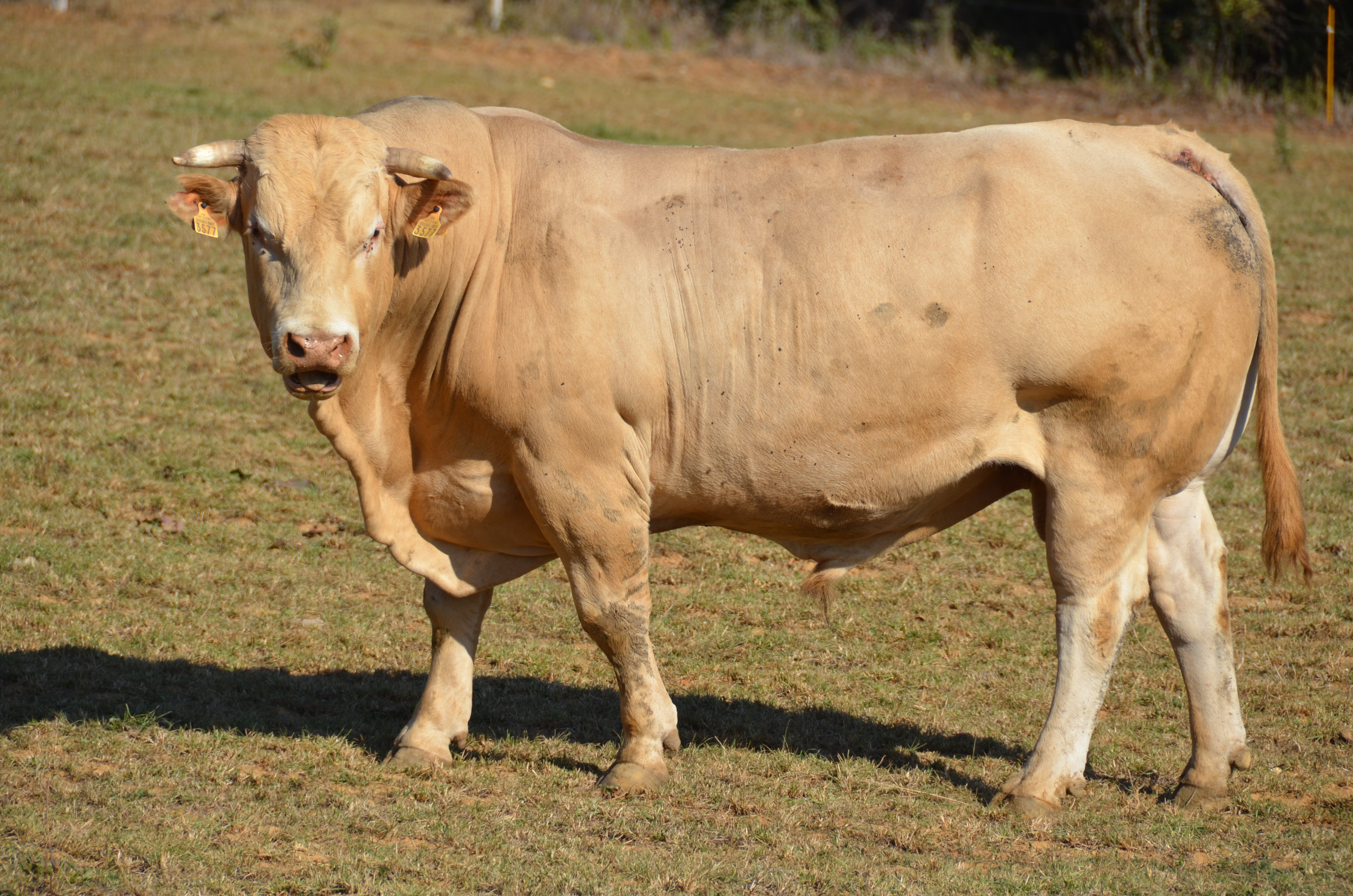
Бык лимузинской породы, для этой породы характерно мясное направление продуктивности

Породы сельскохозяйственных животных делятся на группы в зависимости от основного направления их продуктивности. Так, среди пород крупного рогатого скота, овец, коз и лошадей выделяют молочные породы, среди пород крупного рогатого скота, овец, коз, свиней, лошадей и сельскохозяйственных птиц — мясные породы; среди пород овец и коз — шёрстные породы (которые, в свою очередь, делятся, в зависимость от качественных особенностей шерсти, на тонкорунные, полутонкорунные и грубошёрстные). Для некоторых пород свойственно несколько основных направлений продуктивности; такие породы называют породами комбинированного направления: мясо-молочными, мясо-шёрстными и пр.

### Молочность
Молочность, или молочная продуктивность, — количественная и качественная оценка молочной продукции, получаемой от сельскохозяйственных животных. У коров молочных пород молочность за период лактации может доходить до 5000 кг; средняя пожизненная молочность коров достигает 30 000 кг. Молочная продуктивность тех животных, для которых это направление продуктивности не является основным, оценивается по массе приплода в конце подсосного периода. Особенностью передачи генетической предрасположенности к повышенной молочности является то, что она передаётся как по мужской, так и по женской линии.

### Мясная продуктивность
Мясная продуктивность — количественная и качественная оценка мясной продукции, получаемой от сельскохозяйственных животных. Оценка мясной продуктивности производится по результатам убоя животного. Среди оцениваемых показателей мясной продуктивности — масса туши в целом, масса внутреннего жира, масса субпродуктов, выраженный в процентах так называемый показатель убойного выхода (отношение массы туши к предубойной массе сельскохозяйственного животного после его голодной выдержки, то есть после его содержания перед убоем без корма в течение некоторого времени), выраженный в безразмерных единицах так называемый коэффициент мясности (отношение массы мякоти в туше к массе костей).

### Шёрстная продуктивность
Шёрстная продуктивность — количественная и качественная оценка шёрстной продукции, получаемой от сельскохозяйственных животных. Шерсть может измеряться либо по объёму, либо по массе. Особенности волокна определяются его длиной, тониной (средним диаметром) и характером извитости. Шёрстная продуктивность пуховых пород коз (например, ангорской козы) оценивается по массе получаемого (начёсываемого) от них пуха.

### Рабочая производительность
Рабочая производительность — совокупность показателей, на основании которых производится оценка лошадей спортивных и рабочих пород. Основным показателем для рысистых и верховых лошадей является их резвость (время пробега определённой дистанции на ипподроме; для лошадей разного возраста могут быть разные дистанции). Для рабочих лошадей используют такие показатели, как тягловая выносливость (способность животного достаточно долго двигаться без остановки с определённым грузом и определённой скоростью), максимальная сила тяги и время доставки груза определённой массы на определённое расстояние.

### Яичная продуктивность
Яичная продуктивность — количественная и качественная оценка яичной продукции, получаемой от сельскохозяйственных птиц. Обычно характеризуется количеством яиц, снесённых за год, а также массой снесённых яиц. У домашних кур яичная продуктивность достигает 360 яиц в год, высокой считается продуктивность 220—250 яиц в год. Продуктивность домашних уток составляет около 120—180, домашних индеек — 100—150, домашних гусей — 50—80, домашних цесарок — 90—100, перепелов — 250—300 яиц в год.

### Медовая продуктивность
Медовая продуктивность — количественная и качественная оценка продукции пчеловодства, получаемой от домашних медоносных пчёл. Продуктивность в первую очередь оценивается в общей массе мёда от пчелиной семьи за сезон (может достигать 100—150 кг) и массе товарного мёда от одной семьи за сезон (до 30—50 кг).

## Факторы продуктивности
Среди факторов, влияющих на продуктивность, можно выделить следующие:
- видовая принадлежность животного[1],
- породные особенности животного[4] (то есть принадлежность животного к определённой породе[1]),
- индивидуальная генетическая обусловленность, определяемая наследственными факторами[4][2],
- индивидуальные особенности[1], в том числе его конституция, физиологическое состояние[4], возраст[1],
- особенности кормления и содержания: генетически обусловленная потенциально высокая продуктивность конкретного животного может проявиться только в благоприятных (оптимальных) условиях содержания и кормления[1][2].

## Учёт и анализ продуктивности
Учёт продуктивности сельскохозяйственных животных проводится на регулярной основе. Анализ полученных данных используется для различных целей: для отбора и подбора животных, для корректировки технологических условий содержания, для экономического прогнозирования. Учёт продуктивности обычно обобщается специальными уполномоченными органами на уровне стада, хозяйства, региона и страны в целом; кроме того, фиксируется рекордная продуктивность.
Сравнение потенциальной продуктивности нескольких пород животных определяется путём проведения контрольных испытаний — так называемых породоиспытаний.